# Aden Foyer
Jonas Engelschiøn Mjåset (Asker, 8 de setembre de 1996), millor conegut amb el pseudònim Aden Foyer, anteriorment Jonas Aden, és un productor i DJ de música electrònica d'Oslo.

## Carrera
Durant la segona meitat de 2015, Jonas Aden va llençar remescles no oficials d'èxits com "Lean On", "Heads Will Roll" i "Secrets".
A la tardor del 2015, Aden, en col·laboració amb Robby East, va llençar el seu primer senzill oficial "Fall Under Skies" a través del segell discogràfic d'Oliver Heldens "Heldeep Records". Aquesta cançó va ser reproduïda més d'un milió de vegades a la plataforma SoundCloud poques setmanes després del seu llençament i va escalar fins a la posició número 22 a les llistes de house de la botiga virtual de música Betport. El seu successor "Temple" va ser llençat sota el segell de Don Diablo "HEXAGON" a la primavera del 2016 i va arribar a la posició 40 a les llistes de Beatport.
El 2016 va llençar per Spinnin' Records "Feel My Soul" (a SPRS) i més tard el mateix any "Breathe". El mes d'abril de 2017 va llençar a Spinnin' Copyright Free Music "David & Goliath" convertint-se en la única cançó publicada aquell any.
La seva cançó més famosa va ser llençada per HEXAGON l'any 2018 sota el nom "I Dip You Dip".
L'any 2019 ha sigut l'any de més activitat per part de l'artista amb diversos llençaments entre els quals figuren "I Don't Speak French (Adieu)" (amb RebMoe), "Your Melody" (amb Mesto) i la popular col·laboració amb Brooks "Riot" la qual fou escrita, en part, per Martin Garrix que va publicar el senzill sota el seu propi segell STMPD RCRDS.
L'any 2021, Aden va anunciar que deixava temporalment la música per motius de salut mental.
El 4 d'octubre de 2022, va anunciar que iniciava un nou projecte sota el nom "Aden Foyer", un projecte que va deixar enrere la música electrònica. Va debutar amb el senzill "The Ballet Girl", essent un èxit als països nòrdics, posicionant-se al capdamunt de les cançons més ecoltandes a Noruega. Posteriorment, a mitjans de 2023, la cançó va arribar a les llistes europees, siguent un èxit total a França, ajudant-lo a sumar prop de 40 milions de reproduccions a Spotify en els sis mesos posteriors al llançament.

## Discografia
| ANY  | TÍTOL                        | ARTISTES                       | DISCOGRÀFICA                             |
| ---- | ---------------------------- | ------------------------------ | ---------------------------------------- |
| 2015 | What You Want                | Jonas Aden                     | 2-Dutch B.V.                             |
| 2015 | Fall Under Skies             | Jonas Aden, Robby East         | Heldeep Records                          |
| 2016 | Temple                       | Jonas Aden                     | HEXAGON                                  |
| 2016 | Young God                    | Jonas Aden                     | Future House Music                       |
| 2016 | Feel My Soul                 | Jonas Aden                     | SPRS (Spinnin')                          |
| 2016 | Breathe                      | Jonas Aden, Kings              | Spinnin' Premium (Spinnin')              |
| 2017 | David & Goliath              | Jonas Aden                     | Spinnin' Copyright Free Music (Spinnin') |
| 2018 | I Dip You Dip                | Jonas Aden                     | HEXAGON                                  |
| 2018 | Strangers Do                 | Jonas Aden                     | AFTR:HRS                                 |
| 2019 | Blackbird                    | Jonas Aden                     | Future House Music                       |
| 2019 | I Don't Speak French (Adieu) | Jonas Aden, RebMoe             | Musical Freedom Records                  |
| 2019 | Your Melody                  | Mesto, Jonas Aden              | Musical Freedom Records                  |
| 2019 | Riot                         | Brooks, Jonas Aden             | STMPD RCRDS                              |
| 2019 | Tell Me A Lie                | Jonas Aden                     | Musical Freedom Records                  |
| 2019 | Library Thugs                | Jonas Aden, Conor Ross, RebMoe | HEXAGON                                  |
| 2020 | My Love Is Gone              | Jonas Aden                     | Spinnin' Records                         |
| 2020 | Late At Night                | Jonas Aden                     | Spinnin' Records                         |
| 2021 | I Hope You Know              | Mike Williams, Jonas Aden      | Universal Music                          |

| ANY  | TÍTOL                    | ARTISTES   | ÀLBUM                       |
| ---- | ------------------------ | ---------- | --------------------------- |
| 2022 | The Ballet Girl          | Aden Foyer | The Ballet Girl EP          |
| 2023 | Other Side of the Moon   | Aden Foyer | The Ballet Girl EP          |
| 2023 | The Ballet Girl (Adagio) | Aden Foyer | The Ballet Girl EP - Part 2 |
| 2023 | Sunshine Prescription    | Aden Foyer |                             |